# Agaricus subfloccosus
Agaricus subfloccosus är en svampart som först beskrevs av Jakob Emanuel Lange, och fick sitt nu gällande namn av Hlavácek 1951. Agaricus subfloccosus ingår i släktet champinjoner och familjen Agaricaceae.  Arten är reproducerande i Sverige. Inga underarter finns listade i Catalogue of Life.